# Акт посредничества
Акт посредничества (нем. Mediationszeit, фр. Acte de médiation) — федеральная конституция Швейцарии (на тот момент носившей название Гельветическая республика), которая 19 февраля 1803 года была торжественно вручена Бонапартом швейцарским комиссарам. Эта конституция, выработанная путём уступок унитариев, приверженцев единой Гельветической республики с централизованной властью, и федералистов, сторонников прежней кантональной системы, принесла успокоение стране.
Швейцарская конфедерация образовалась из 19 кантонов. Кантоны должны были оказывать содействие друг другу в случае внешней или внутренней опасности, не имели права воевать друг с другом, а также заключать договоры между собой или с другими государствами. Во внутренних делах кантоны пользовались самоуправлением. Кроме 13 старых кантонов, в состав Союза вошли Граубюнден, Аргау, Тургау, Санкт-Галлен, Во и Тичино. Вале, Женева и Нёвшатель в состав Союза не вошли. Каждый кантон с населением свыше 100 000 имел на сейме два голоса, остальные — по одному. Во главе Союза стоял ландамман, избиравшийся ежегодно по очереди кантонами Фрибур, Берн, Золотурн, Базель, Цюрих и Люцерн.
27 сентября 1803 года во Фрибуре Швейцария заключила с Францией союзный оборонительный договор, по которому она обязалась доставлять Франции армию в 16 000 человек. Обязательство это легло на Швейцарию тяжёлым бременем, но в общем Швейцария страдала от воинственных предприятий Наполеона менее, чем все другие вассальные государства.
После битвы при Лейпциге (16—19 октября 1813 года) союзный сейм (тагзатцунг) решил соблюдать строгий нейтралитет, о чём и сообщил воюющим странам. Император Александр I, заимствовавший от своего воспитателя Лагарпа симпатии к швейцарцам, обещал заботиться о сохранении нейтралитета Швейцарии. Это вовсе не входило в планы Австрии, с неудовольствием смотревшей на развитие либеральных движений в Швейцарии и желавшей подчинить её своему влиянию.
21 декабря 1813 года австрийцы перешли Рейн, чтобы пройти через Швейцарию во Францию. С их вступлением в Швейцарию сторонники свергнутых аристократических правительств подняли голову. В Берне, Фрибуре, Золотурне и Люцерне были снова восстановлены прежние правительства, а 29 декабря федеральный сейм, собравшийся в Цюрихе, отменил и акт посредничества. Берн, во главе 7 других кантонов, потребовал даже возвращения подчинённых прежде областей, но цюрихский сейм отказал в этом. Кантоны, ставшие на сторону реакции, созвали свой собственный сейм в Люцерне. Вследствие вмешательства держав, особенно императора Александра I, решительно высказавшегося за независимость новых кантонов, люцернский сейм был распущен, и недовольные кантоны также послали своих представителей на сейм в Цюрихе. К 7 сентября 1814 года сейм из представителей 19 кантонов выработал союзный договор (федеральный пакт), одобренный державами на Венском конгрессе и санкционированный 7 августа 1815 года.
Декларацией, подписанной 20 марта 1815 года, державы признали вечный нейтралитет Швейцарской конфедерации и гарантировали целость и неприкосновенность его границ. Вале, Женева и Нёвшатель были присоединены к Союзу, в состав которого вошли таким образом 22 кантона. Берн за потерю Во и Аргау был вознаграждён городом Билем и большей частью епископства Базельского. Несмотря, однако, на нейтралитет, после возвращения Наполеона с Эльбы, Швейцария снова вынуждена была принять участие в борьбе с французами, за что после второго парижского мира получила 3 млн франков и незначительные территориальные приращения.